# Майкель Массо
Майкель Массо (8 травня 1999 , Сантьяго-де-Куба ) — кубинський легкоатлет, що спеціалізується на стрибках у довжину, бронзовий призер Олімпійських ігор 2020 року.

## Кар'єра
| Рік              | Змагання                      | Місце проведення           | Місце            | Дисципліна        | Результат        | Примітки         |
| Представник Куба | Представник Куба              | Представник Куба           | Представник Куба | Представник Куба  | Представник Куба | Представник Куба |
| ---------------- | ----------------------------- | -------------------------- | ---------------- | ----------------- | ---------------- | ---------------- |
| 2015             | Чемпіонат світу серед юнаків  | Калі, Чилі                 | 1                | стрибки у довжину | 8.05 м           |                  |
| 2015             | Чемпіонат світу               | Пекін, Китай               | 23 (кв.)         | стрибки у довжину | 7.70 м           |                  |
| 2016             | Чемпіонат світу серед юніорів | Бидгощ, Польща             | 1                | стрибки у довжину | 8.00 м           |                  |
| 2016             | Олімпійські ігри              | Ріо-де-Жанейро, Бразилія   | 15 (кв.)         | стрибки у довжину | 7.81 м           |                  |
| 2017             | Чемпіонат світу               | Лондон, Велика Британія    | 5                | стрибки у довжину | 8.26 м           |                  |
| 2018             | Чемпіонат світу в приміщенні  | Бірмінгем, Велика Британія | 13               | стрибки у довжину | 7.71 м           |                  |
| 2019             | Панамериканські ігри          | Ліма, Перу                 | 12               | стрибки у довжину | 7.21 м           |                  |
| 2021             | Олімпійські ігри              | Токіо, Японія              | 3                | стрибки у довжину | 8.21 м           |                  |
| 2022             | Чемпіонат світу в приміщенні  | Белград, Сербія            | —                | стрибки у довжину | NM               |                  |
| 2022             | Чемпіонат світу               | Юджин, США                 | 4                | стрибки у довжину | 8.15 м           | SB               |